# Првенство Словеније у друмском бициклизму
Првенство Словеније у друмском бициклизму је је национално првенство које организује Бициклистички савез Словеније (словен. Kolesarska zveza Slovenije). Ово првенство је некада било под окриљем бициклистичког савеза Југославије, да би распадом СФРЈ постало државно првенство Словеније.
Првенство је организовано у више категорија:
- Млађи кадети
- Кадети
- Јуниори
- Жене
- Такмичари млађи од 23 године
- Сениори

У две дисциплине:
- Државно првенство Словениије у друмској вожњи
- Државно првенство Словениије у вожњи на хронометар

## Списак победника
У бившој Југославији, бициклизам је био најразвијенији у Словенији. Најбољи југословенски бициклиста свих времена је Бојан Ропрет који је у појединачној конкуренцији освојио 17 титула првака Југославије. Познати су и други словеначки бициклисти, Саиди Папеж, Марјан Лечек, Роберт Пинтарич и у данашње време Тадеј Ваљавец, Матеј Старе и Борут Божић који су постигли завидне резултате у међународним тркама. Актуелани национални првак у друмској трци је Јарц Блаз, односно Јанез Брајковић у трци на хронометар.

### Сениори
Списак победника у сениорској конкуренцији:
| година. | Победник        | Друго место    | Треће место     |
|         |                 |                |                 |
| 1992.   | Валтер Бонча    |                |                 |
| 1993.   | Марко Велковрх  |                |                 |
| 1994.   | Мартин Хвастија |                |                 |
| 1995.   | Горазд Штангељ  |                |                 |
| 1996.   | Богдан Равбар   | Санди Папеж    | Боштјан Мервар  |
| 1997.   | Саша Свибен     | Санди Шмерц    | Горазд Штангељ  |
| 1998.   | Игор Крањец     | Горазд Стангељ | Санди Шмерц     |
| 1999.   | Тадеј Крижнар   | Игор Крањец    | Бранко Филип    |
| 2000.   | Андреј Хауптман | Валтер Бонча   | Урош Мурн       |
| 2001.   | Мартин Дерганц  | Бостјан Мервар | Бранко Филип    |
| 2002.   | Борис Премужич  | Саша Свибен    | Грегор Зајц     |
| 2003.   | Тадеј Ваљавец   | Валтер Бонча   | Бостјан Мервар  |
| 2004.   | Урош Мурн       | Борис Премужич | Андреј Хауптман |
| 2005.   | Митја Махорич   | Грегор Газвода | Бостјан Резман  |
| 2006.   | Јуре Голцер     | Томаж Носе     | Урош Силар      |
| 2007.   | Тадеј Ваљавец   | Томаж Носе     | Матеј Гнезда    |
| 2008.   | Борут Божић     | Матеј Старе    | Грегор Газвода  |
| 2009.   | Митја Махорич   |                |                 |
| 2010.   | Горазд Штангељ  |                |                 |
|         |                 |                |                 |